# 지방총감부
지방총감부(地方総監府 치호소칸후[*])는 태평양 전쟁 말엽인 1945년(쇼와 20년) 6월, 본토결전을 앞에 두고 전국에 설치한 행정 기관으로 도도부현의 상위에 있었고 내무성의 직할 기관이었다. 종전 후인 같은 해 11월 폐지되었다.

## 개요
미·영 연합군이 1945년에 들어서면서 도쿄 등 각 대도시에 대공습을 감행하며, 오키나와까지 점령당하자, 일본 제국 정부는 머지 않아 적군이 상륙할 것이라 예상하고 만일의 사태에 대비하여 도도부현으로 이루어진 행정 구역 체제를 홋카이, 도후, 도호쿠, 주부, 도카이, 주고쿠, 시코쿠, 세이후 등 8개 군관구 체제로 일괄 통폐합하고, 그 수장으로 지방총감을 임명했다.
각 지방의 총감은 기존의 도도부현의 단체장보다 더 상위에 위치해있던 별개의 행정조직으로서 막강한 권한을 가지고 있었다. 대표적으로 관내의 도도부현지사들의 지휘권을 가져 관내 단체장에게 명령이나 거부권을 행사할 수 있었고, 관내에 지방총감부령을 하달할 수 있는 공포권, 그리고 비상사태시 해당 지방의 육·해군 사령관에게 출병을 요청할 수 있는 권한 등이다. 그러나 공습이 점차 격화되면서 관내의 도도부현 지사들을 불러모아 회의를 소집할 수 없었고, 도쿄의 중앙 정부와 각 도도부현과의 연락기관으로서의 역할에만 머물렀다.
1945년(쇼와 20년) 8월 6일, 당시 히로시마에 소재하고 있던 주고쿠 지방총감 오쓰카 이세이가 원자폭탄 투하로 목숨을 잃었다.
같은 해 8월 15일, 옥음방송으로 일본은 무조건 항복하였고, 9월 28일에는 내각회의에서 지방총감부 체제 폐지를 결의, 11월 6일에는 연합군 최고사령부의 승인을 얻어 칙령에 따라 폐지하고 지방총감부를 대신하여 지방행정사무국(地方行政事務局)을 설치하였다. 비록 5개월여간의 짧은 행정 체제였으나 최근 일본에서 도도부현 대신 도주제로 새로이 행정 체제를 전환하자는 이들에게는 “도주제의 선구적 존재”로 주목받고 있다.

## 목록
- 홋카이 지방총감부(北海地方総監府) - 소재지: 삿포로
  - 관찰지: 홋카이도와 가라후토
- 도호쿠 지방총감부(東北地方総監府) - 소재지: 센다이
  - 아오모리현, 이와테현, 아키타현, 미야자키현, 후쿠시마현, 야마가타현
- 간토·신에쓰 지방총감부(関東信越地方総監府) 소재지는 도쿄
  - 관찰지: 도쿄 도, 사이타마현, 야마나시현, 가나가와현, 지바현, 도치기현, 이바라키현, 군마현, 나가노현, 니가타현
- 도카이·호쿠리쿠 지방총감부(東海北陸地方総監府) - 소재지: 나고야
  - 관찰지: 아이치현, 기후현, 시즈오카현, 미에현, 이시가와 현, 도야마현
- 긴키 지방총감부(近畿地方総監府) - 소재지: 오사카
  - 관찰지: 오사카부, 교토부, 시가현, 후쿠이현, 나라현, 와카야마현, 효고현
- 주고쿠 지방총감부(中国地方総監府) - 소재지: 히로시마
  - 관찰지: 히로시마현, 시마네현, 야마구치현, 돗토리현, 오카야마현
- 시코쿠 지방총감부(四国地方総監府) - 소재지: 다카마쓰
  - 관찰지: 가가와현, 도쿠시마현, 고치현, 에히메현
- 규슈 지방총감부(九州地方総監府) - 소재지: 후쿠오카
  - 관찰지: 후쿠오카현, 사가현, 나가사키현, 구마모토현, 오이타현, 미야자키현, 가고시마현